# Cryptandra leucopogon
Cryptandra leucopogon là một loài thực vật có hoa trong họ Táo. Loài này được Meisn. ex Reissek mô tả khoa học đầu tiên năm 1848.